# Lynn Jennings
Pour les articles homonymes, voir Jennings.
Lynn Jennings (née le 10 juin 1960 à Princeton) est une athlète américaine spécialiste des courses de fond.
Elle s'illustre dans l'épreuve du cross-country en s'adjugeant trois titres consécutifs de championne du monde de 1990 à 1992. Elle détient par ailleurs neuf titres nationaux de la discipline.
Elle se distingue également dans les épreuves sur piste en remportant la médaille de bronze du 10 000 mètres lors des Jeux olympiques de 1992, derrière l'Éthiopienne Derartu Tulu et la Sud-africaine Elana Meyer. Sur 3 000 mètres, elle se classe troisième des Championnats du monde en salle 1993 et deuxième de l'édition suivante en 1995.
Elle est élue au Temple de la renommée de l'athlétisme des États-Unis en 1996.

## Palmarès
| Année | Compétition                    | Lieu          | Place | Épreuve       |
| ----- | ------------------------------ | ------------- | ----- | ------------- |
| 1986  | Championnats du monde de cross | Neuchâtel     | 2e    | Course longue |
| 1987  | Championnats du monde de cross | Varsovie      | 4e    | Course longue |
| 1987  | Championnats du monde          | Rome          | 6e    | 10 000 m      |
| 1988  | Championnats du monde de cross | Auckland      | 4e    | Course longue |
| 1988  | Jeux olympiques                | Séoul         | 6e    | 10 000 m      |
| 1989  | Championnats du monde de cross | Stavanger     | 6e    | Course longue |
| 1990  | Championnats du monde de cross | Aix-les-Bains | 1re   | Course longue |
| 1990  | Goodwill Games                 | Seattle       | 3e    | 3 000 m       |
| 1991  | Championnats du monde de cross | Anvers        | 1re   | Course longue |
| 1991  | Championnats du monde          | Tokyo         | 5e    | 10 000 m      |
| 1992  | Championnats du monde de cross | Boston        | 1re   | Course longue |
| 1992  | Jeux olympiques                | Barcelone     | 3e    | 10 000 m      |
| 1993  | Championnats du monde          | Toronto       | 3e    | 3 000 m       |
| 1993  | Championnats du monde          | Stuttgart     | 5e    | 10 000 m      |
| 1995  | Championnats du monde          | Barcelone     | 2e    | 3 000 m       |
| 1995  | Championnats du monde          | Göteborg      | 12e   | 10 000 m      |